# Felix Maria von Exner-Ewarten

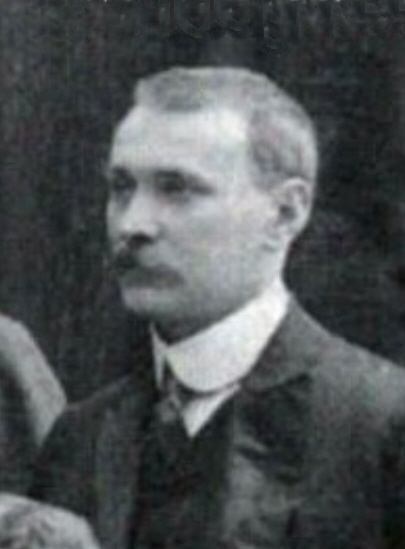
Felix Maria von Exner-Ewarten

Felix Maria von Exner-Ewarten (* 23. August 1876 in Wien; † 7. Februar 1930 ebenda) war ein österreichischer Meteorologe und Geophysiker. Als Universitätsprofessor in Innsbruck und Wien sowie langjähriger Direktor der Zentralanstalt für Geodynamik war er ein bedeutender Theoretiker der drei Fachgebiete. Das Adelsprädikat im Namen wurde 1919 mit dem Adelsaufhebungsgesetz abgeschafft.  

## Leben
Er war der Sohn von Sigmund Exner und Emilie Exner, geb. von Winiwarther. Exner-Ewarten begann 1895 das Studium der Physik. 1904 wurde er zum Privatdozenten an der Universität Wien ernannt, ebenfalls 1904 wurde er zum Mitglied der Leopoldina gewählt. 1910 erhielt er eine Universitätsprofessur für Kosmische Physik in Innsbruck, 1917 wurde er zum Direktor der Zentralanstalt für Meteorologie und Geodynamik in Wien und Universitätsprofessor an der Lehrkanzel für Physik der Erde an der Universität Wien ernannt. Diese Position hatte er bis zu seinem Tode 1930 inne.
Schwerpunkte seiner Forschungen waren die dynamischen Meteorologie und die Anwendung der Mechanik auf geografische Erscheinungen. Exner-Ewarten gilt als großer Theoretiker im Bereich der Geophysik, Geodynamik und Meteorologie.
1912 schrieb er den Artikel Dynamische Meteorologie (mit W. Trabert) in der Enzyklopädie der mathematischen Wissenschaften. Er wurde am Heiligenstädter Friedhof in Wien bestattet.
Er heiratete 1905 in Wien seine Cousine 2. Grades Christiane  Popp von Böhmstetten (1885–1941), eine Tochter des Freiherren Konstantin Popp von Böhmstetten und der Josepha Kolisko. Das Paar hatte zwei Söhne und zwei Töchter, darunter: 
- Christof (1915–2007), Geologieprofessor in Wien
- Felizitas ⚭ Maximilian Ritter Toperczer von Toporcz (* 1900; † 23. November 1984), Professor für Geophysik in Wien

## Schriften
- Exner, Felix M., und Max Blanckenhorn. “Zum Klima von Palästina.” Zeitschrift Des Deutschen Palästina-Vereins 33, no. 2/3 (1910): 101–64. JSTOR:27929015
- Dynamische Meteorologie, 1925
- Gravitationswellen in der Atmosphäre; In: Sitzungsberichte, Band 138 (1929), S. 223–244